# 오스트리아 해적당
오스트리아 해적당(독일어: Piratenpartei Österreichs, 피라튼 파르타이 외스터라이히스[*])은 오스트리아의 정당으로, 정보 열람의 자유 및 사생활보호를 위해 싸우는 전세계적인 해적당 운동의 일환이다.